# Самобрендирање
Током дугe историје истраживања потрошача, било је доста занимљивости поводом избора бренда при куповини и зашто потрошачи настављају да купују тај бренд. Брендирање особе описује процес у ком потрошачи повезују слику о себи са сликом о одређеном бренду.
Потрошачи одређене производе не купују само како би задовољили основне потребе. Заправо, њихове куповне навике су на много вишем нивоу. Поседовање одређеног бренда помаже потрошачима да изразе и изграде слику о себи. Нарочито, потрошачи често купују само одређене робне марке уколико уоче поклапање слике о бренду (представљене путем реклама, дизајна продајног места, или чак дизајна паковања) и слике о себи. Тиме, вредност бренда такође зависи од способности да помогне потрошачу да створи и изгради слику о себи.

## Формирање веза

### На основу теорије конгруенције
Горе поменуто објашњење брендирања особе може да буде сажето Сиргином теоријом конгруенције. Претпоставља се да је понашање потрошача делимично одређено сличношћу између психологије потрошача у односу на слику корисника бренда. Наведена теорија конгруенције утиче на понашање потрошача мотивишући самодоследност (на пример, "Ја сам добар студент зато што напорно радим како бих спремио испите и увек добијем добре оцене") и самопоштовање. Са друге стране, висока конгруенција се јавља када потрошач пронађе поклапање између слике о себи и слике о бренду. Само висока конгруенција ће помоћи потрошачима да одрже и побољшају себе. Као додатак претходно наведеном, висока конгруенција води до позитивних ставова према бренду и учесталој куповини.

### Оцена бренда
Осим помоћи потрошачу да одабере који производ и бренд ће купити, процес поклапања слике о себи, слике о бренду и производа такође одређује и како потрошачи оцењују бренд и производ. Када кажемо да бренд има позитивну слику, то значи да је бренд успоставио јаку, допадљиву и јединствену повезаност са сликом коју потрошач има о себи.  (На пример, ајпод уређаји одају јаку и јасну слику која показује да је особа модерна и користи високу технологију; комбинација слике о бренду која је јединствена и вредна младим људима). Ове јаке, допадљиве и јединствене повезаности можемо да поделимо на два дела. То су слике корисника и психолошке користи које потрошачи стичу кроз искуство приликом куповине одређеног бренда или производа. Прво, слика корисника подразумева да када потрошачи оцењују бренд, они стварају слику класичног корисника тог одређеног бренда и упоређују себе са њим. Демографски и психолошки профили класичног корисника су углавном добар извор информација потрошачу како би направио поређење. (На пример, уколико неко види себе као модерну младу особу и вреднује напредне технологије, вероватноћа да ће купити ајпод за личну употребу је врло висока). Друго, психолошке користи које потрошачи стичу кроз искуство укључују и пораст препознавања појединца у групи вршњака (на пример, одобравање друштва) и израз како би појединац волео да га други виде и мисле о њему (лични израз). 

## Стварање слике о себи
Када је скуп повезаности са брендом придружен особи, те повезаности могу да помогну потрошачима да остваре одређене циљеве. Ови циљеви се односе на то шта они могу да постану, шта би желели и чега се плаше да постану. Људи су мотивисани да створе допадљиве и доследне идентитете засноване на самопобољшању (на пример, људи пренаглашавају позитивне оцене њима упућене, а умањују критике), самопотврђивање (на пример, људи желе да их други препознају и схватају према њиховим одлучним уверењима и осећањима о поштовању њих самих).

### Самопобољшање
Код самопобољшања, утисци које појединац има о себи често су позитивно оријентисани.  Стога, они пренаглашавају своје позитивне оцене и умањују критике. Људи користе бренд да представе допадљиве слике о себе другима или себи самима.
Први облик самопобољшања је потреба да се одржи и побољша самопоштовање. Следећи облик се односи на социјалну интеракцију (на пример, састанци запослених). Користећи термине менаџмента утисака, људи активно раде на представљању (на пример, одевање) себе другима како би повећали шансу да оставе позитиван утисак. Са друге стране, људи су такође мотивисани да створе позитиван утисак (на пример, носе сат познатог бренда) како би задобили одобравање друштва и задовољство. Ово је нарочито тачно за особе које имају висок ниво самопоштовања.

### Самопотврђивање
Термин самопотврђивање се односи на трагање за поузданим информацијама о себи. Људи најчешће траже и тумаче ситуације и стратегије понашања које се поклапају са њиховом тренутном сликом о себи. Насупрот томе, избегавају ситуације и понашање које доводи до супротстављених информација.
Самопотврђивање се може постићи путем две стратегије. Прва стратегија подразумева проналажење више доказа него што заиста постоје. Друга треба да утиче на реакције других људи кроз развој самопотврдног окружења, што подразумева приказивање статусних симбола, као на пример, вожња одређене марке аутомобила. 
Утврђено је да људи бирају производе и брендове тако што замишљају прототип корисника за сваки од понуђених производа, а затим бирају онај производ који има највише сличности са оним чему они као купци теже.

### Подударност самопобољшања и самопотврђивања
Наизглед је немогуће тражити повратну информацију која је допадљива (самопобољшање) али и поуздана упркос самодопадљивости (самопотврђивање). Социјална психологија указује на постојање фактора који утичу на релативни степен до ког повратне информације задовољавају, на пример: когнитивне ресурсе, стабилне насупрот променљивих аспеката личности, интуитивно-искуственог наспрам аналитичко-рационалног модела размишљања, или мисаоног насупрот емоционалног процеса. Конкретније речено, потврђено је да су људи са већим самопоштовањем, високом самоконтролом (тј. они који мењају своје понашање, не би ли се представили позитивно), нарциси (тј. самољупци), и личности типа Б (тј. стрпљиви, опуштени и друштвени људи) више од осталих склони утицају мотива самопобоњшања пре него мотива самопотврђивања.

## Коришћење Јутјуба за промоцију бренда
Јутјуб је постао платформа за брендирање особе са растућом популарношћу. Како се овај процес одликује стратешким позиционирањем кроз медије, постаје уобичајено за многе појединце да деле видео записе, клипове, туторијале и друге визуелне садржаје на својим каналима. Посебна погодност коју Јутјуб пружа је могућност објављивања и контроле информација које се шире о појединцу- с обзиром да је он сам тај који ствара, мења и објављује садржај. Контролом информација доступних на каналу, могуће је промовисати се и рекламирати у ширем опсегу, имајући на уму да Јутјуб остварује милионе поклапања са својим сајтом дневно.Развијање појединца није једини начин самопромоције кроз брендирање особе. Начин за потврду одређене специјалности може бити и аутентичност, као и самопредстављање у циљано пословном смислу. Ово се може постићи позивањем на дипломе, године искуства у одређеном пословном сектору или талентом са којим се специјалности доводе у везу.
Идеја брендирања производа посебно се може видети у случајевима попут промотера физичке активности, неге и лепоте, здравља, стручњака за исхрану и осталих такозваних гуруа. То се може уочити посматрајући успешну Мишел Пан (Michelle Phan), која је гуру за лепоту на Јутјубу. Мишел Пан има за собом историју откривања приватних информација о свом животу кроз интервјуе, блогове и Јутјуб видео записе. На њеном веб сајту michellephan.com постоји секција „о мени“ коју користи за даље самопромовисање, а у циљу кратког представљања себе и своје страсти за теме, трикове и савете везане за лепоту. Она тврди: „ Испуњава ме то што сам шминкер и што подучавајући друге доприносим да изгледају и осећају се фантаснично у својој кожи“. Она такође тврди да помаже женама у подизању самопоштовања и самопоуздања. Све наведено остварује у, како каже : „сигурном окружењу у ком заљубљеници у шминку и моду, залуђеници за трендове, и сви љубитељи лепоте могу наћи инспирацију, "корак по корак" савета, вести о стилу, као и једноставне "уради сам" идеје и трикове“.
Људи попут Мишел Пан носе са собом слику и створени идентитет. У интервју за fashionista.com Мишел тврди да успех у снимању блогова и видео индустрији лежи у слању поруке, визије и идентитета бренда. Изјавила је да је опрезна са чиме је повезују, јер то може угрозити однос који је створила са прaтиоцима. Представљања свог идентитета кроз Јутјуб канале, она и други њој слични гуруи покренули су и сопствене линије производа. На пример, Мишел Пан је створила козметичку линију која обухвата сенке за очи, кармине, ајлајнере, пудере, стикове за контурисање, коректоре и друге производе за шминкање који су повезани са врстом садржаја који она објављује на свом каналу. Способност коју она поседује, да од свог имена створи бренд, користећи медије као што је Јутјуб, несумњиво је њена предност над конкуренцијом. Извештаји Јутјуба показују да више од милијарду појединачних корисника посети ову платформу сваког месеца. Они такође истичу да се, на месечном нивоу, на Јутјубу одгледа више од шест милијарди сати видео материјала. Канал Мишел Пан је један од више хиљада канала које Јутјуб издваја као оне који остварују шестоцифрене резултате на годишњем нивоу.

## Развој концепта
У процесу социјализације потрошача, везе са собом као брендом развијају се током детињства као резултат промена у развоју. Највеће промене слике појединца о себи настају између раног детињства и адолесценције. Како деца одрастају, замишљају себе у мање конкретним и више апстрактнијим условима. На пример, особа која размишља конкретно може препознати да Џон воли одећу, а она која размишља апстрактно може запазити емоције, као што је наклоност. Слика о себи постаје сложенија како деца сазревају, са већом разноликошћу самоинтерпретације којом се описују. У студији Диксона и Стрита (Dixon and Street) (1975), имовина није била део описа себе код деце од 6 до 8 година, али се појавила и постала важнија за децу од 8 до 16 година.
Деца препознају бренд у раном узрасту, у доби од 3 или 4 године. Џон и Сујан (John and Sujan)(1990) су установили да деца узраста од 4 до 7 година користе перцептивне знакове (облик, боја паковања), док старија деца (8—10 година) користе неопипљиве концептуалне знакове (укусе) као основу за класификацију производа. Они, у средњем детињству (7—8 година) могу набројати више производа одређеног бренда и тражити производе по називу бренда . Њихова поређења слике о себи са брендом одвијају се на конкретном нивоу, тако да су везе са собом као брендом природне. На пример, везе брендирања особе могу бити изграђене на основу једноставне препознатљивости или поседовања бренда.
Касно детињство (10—12 година) почиње појачаним уважавањем суптилних значења скривених у слици бренда нагињући ка самодефинисању кроз апскрактније и сложеније термине. Брендови су препознати као корисна средства за карактеризацију себе у смислу особина личности, корисничких карактеристика и референтних група.
Преласком деце у адолесценцију јавља се дубља повезаност са брендирањем себе јер размишљају о бренду на веома специфичан начин - као о особености и симболичкој припадности групи - што даје природну везу са начином на који доживљавају себе саме. Веће разумевање себе, комбиновано са друштвеним притиском да се "уклопе" и прикажу чланство у групи, наводи адолесценте да буду опрезнији у вези са друштвеним уплетеностима поседовања одређеног бренда. Као резултат тога, адолесценти развијају још већу повезаност са сопственим брендом, а она може бити још сложеније природе.

## Референтна група
Kao што је споменуто у теорији социјалне компарације постављенoj од стране социјалног психолога Леона Фестингера (Leon Festinger) 1954. године, људи имају потребу да оцењују себе, поредећи своја мишљења и способности са другима. Потрошачи се често служе сликама корисника других брендова као извором информација за оцену сопствених уверења и схватања о свом друштвеном идентитету и друштвеном идентитету других. Oни такође активно граде слику о себи користећи повезаности са брендом које се јављају кроз рефетентну групу.
У многим истраживањима потрошача, референтна група је кључни концепт за приказ подударности између чланства у групи и примене бренда. То се односи на социјалне групе које су важне за потрошача и са којима се он пореди. Услед различитих личних циљева, појединци ће бирати различите врсте референтних група. На пример, уколико би неко желео да потврди свој тренутни друштвени идентитет, тежио би да се упореди са "чланом групе" којој претпоставља да припада. Рецимо, ако особа себе сматра интелектуалцем, а припадници те групе су склони да возе Волво, особа такође може одабрати да вози Волво. Слично томе "аспирациона група" је друга врста референтне групе којој појединац тежи да припада. Ако потрошач жели да буде модеран, и запажа да модерни људи носе Версаче одећу, може одабрати да носи Версаче како би одговарао модерним повезаностима са брендом.

## Примена
На маркетиншком нивоу, компаније стичу трајну конкурентску предност користећи повезаност бренда и слике појединца о себи. Ову врсту повезаности конкуренти тешко имитирају. Посматрано на примеру спортског тржишта, када се потрошачи поистовећују са тимом чији су фанови и уједињују се у ишчекивању победе, наглашава се слика тима.
На нивоу појединца, симболика бренда умерено утиче на повезаност са идентификујућом и неидентификујућом групом. Унутар идентификујућих група симболички брендови имају снажнији комуникацијски ефекат у односу на несимболичке, док се за неидентификујуће групе симболички бренд користи искључиво за разликовање појединца од окружења.